# Centrale nucléaire de River Bend
La centrale nucléaire de River Bend est située à St Francisville dans la paroisse de Feliciana Ouest en Louisiane sur un terrain de 13 km2 au bord du Mississippi.

## Description
La centrale est équipée d'un réacteur à eau bouillante (REB) construit par General Electric :
- River Bend 1 : 980 MWE, mis en service en 1985 pour 40 ans (2025).

La centrale est exploitée par Entergy et elle appartient à 
Entergy Gulf States, Inc.
Entergy a un projet pour un second réacteur sur ce site qui a été proposé dans le programme nucléaire 2010 des États-Unis.

À la différence de la centrale nucléaire de Waterford qui se trouve en aval à Hahnville, le réacteur de River Bend n'a pas été obligé d'arrêter sa production pendant le passage du cyclone Katrina en 2005.